# Cratere Goncharova
Goncharova  è un cratere sulla superficie di Venere. Deve il suo nome alla pittrice russa Natal'ja Sergeevna Gončarova (in russo Наталья Сергеевна Гончарова?).